# Białkowice
Białkowice [pronunciación en polaco: /bjau̯kɔˈvit͡sɛ/] es un pueblo ubicado en el distrito administrativo de Gmina Moszczenica, dentro del Distrito de Piotrków, Voivodato de Łódź, en Polonia central. Se encuentra aproximadamente a 28 kilómetros al norte de Moszczenica, a 40 kilómetros al norte de Piotrków Trybunalski, y a 20 kilómetros al este de la capital regional Łódź.